# Kleinguschelmuth

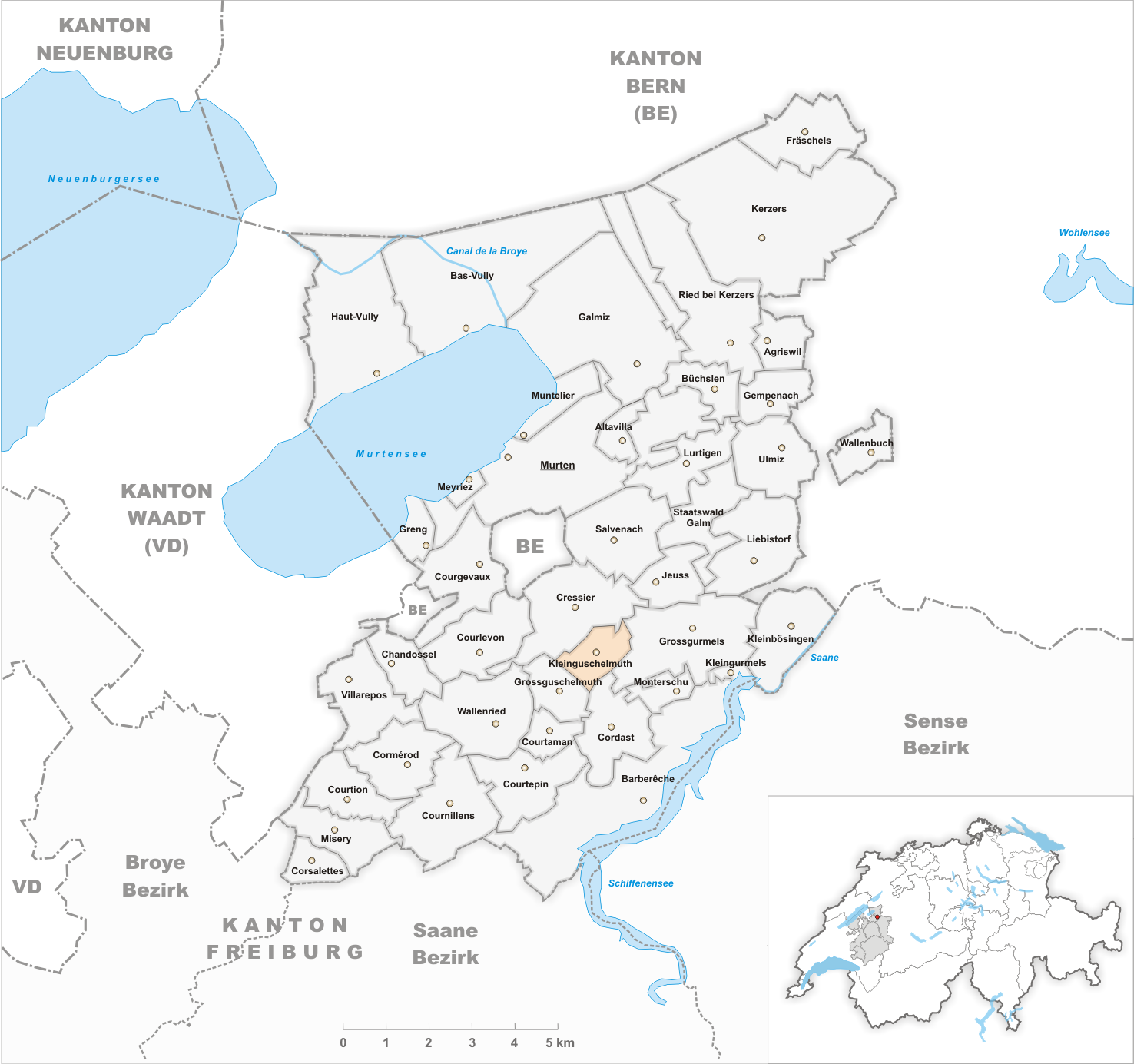
Gemeindestand vor der Fusion am 1. Januar 1978

Kleinguschelmuth ist eine ehemalige Gemeinde des Bezirks See des Kantons Freiburg in der Schweiz. Am 1. Januar 1978 wurde Kleinguschelmuth mit der damaligen Gemeinde Grossguschelmuth zur Gemeinde Guschelmuth fusioniert. 2003 wurde Guschelmuth zusammen mit Liebistorf und Wallenbuch nach Gurmels eingemeindet. Der frühere französische Name war Courchelmont-le-Petit.

## Bevölkerung
Mit 92 Einwohnern (1970) zählte Kleinguschelmuth vor der Fusion zu den kleinsten Gemeinden des Kantons Freiburg. 
Einwohnerzahlen: Volkszählungsdaten

## Verkehr
Das Dorf liegt abseits der grösseren Durchgangsstrassen an einer Verbindungsstrasse von Cressier nach Guschelmuth. Vom öffentlichen Verkehr wird das Dorf von Montag bis Freitag durch eine Buslinie der TPF bedient, die während der Hauptverkehrszeiten von Courtepin über Guschelmuth nach Gurmels verkehrt.

## Einzelnachweise

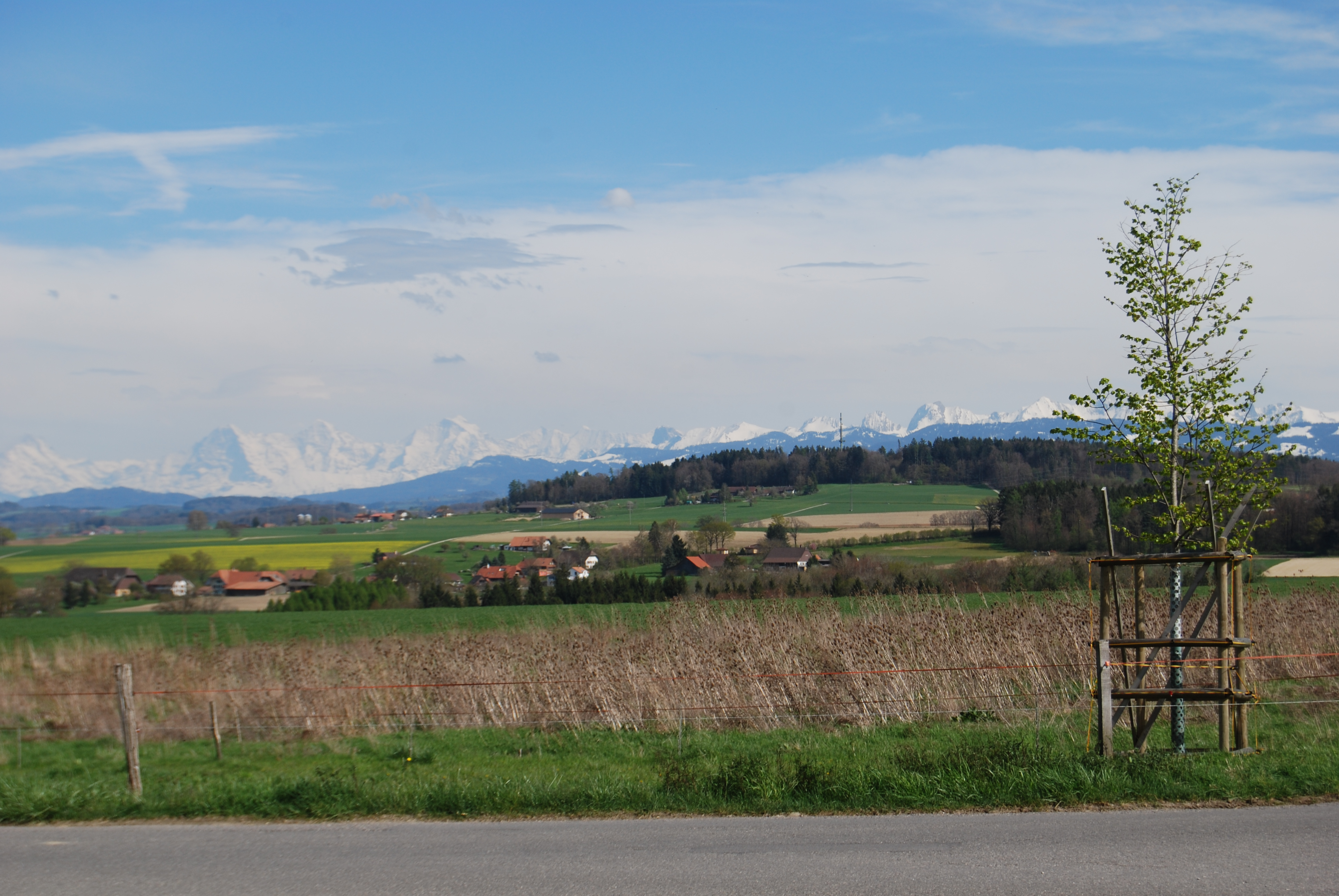
Blick auf Kleinguschelmuth und die Alpen